# Gens Aurèlia
La gens Aurèlia (en llatí: gens Aurelia) van ser els membres d'una antiga família romana d'origen plebeu. Els cognomen utilitzats per aquesta família sota la República, van ser Cota, Orestes i Escari. Al temps de l'Imperi trobem els Aureli Fulvus, una branca de la gens Aurèlia de la qual formen part els Antonins. El nom d'Aureli es pot traduir per "daurat".

## Membres principals[3]

### Durant la República
- Gai Aureli Cotta I magistrat i cònsol el 252 aC.
- Publi Aureli Pecuniola, tribú militar el 252 aC, parent del cònsol Gai Aureli Cotta, sota el qual va servir durant el setge de Lipara el 252 aC. Per la seva negligència, el seu campament va ser incendiat i gairebé capturat. Com a càstig, a Pecuniola el van flagel·lar i degradar al rang de legionari.[4]
- Marc Aureli Cotta, edil plebeu l'any 216 aC. i legat o prefecte sota les ordres del cònsol Appi Claudi Pulcre durant la Segona Guerra Púnica.
- Gai Aureli, legat a les ordres del pretor Marc Claudi Marcel durant la primera batalla de Nola contra Hanníbal el 216 aC.
- Gai Aureli Cotta, cònsol el 200 aC.
- Marc Aureli Cotta, llegat l'any 199 de Luci Corneli Escipió
- Luci Aureli Orestes, cònsol el 157 aC.
- Luci Aureli Cotta, tribú de la plebs el 154 aC.
- Luci Aureli Orestes, cònsol el 126 aC.
- Luci Aureli Orestes, cònsol el 103 aC.
- Luci Aureli Cotta, cònsol el 119 aC.
- Luci Aureli Cotta, tribú de la plebs el 95 aC.
- Gneu Aureli Orestes, pretor urbà el 77 aC.
- Gai Aureli Cotta, governador de la Gàl·lia i cònsol el 75 aC.
- Marc Aureli Cotta, cònsol el 74 aC.
- Luci Aureli Cotta, censor el 64 aC.
- Aurèlia Cotta, mare de Juli Cèsar.

### Durant l'Imperi
- Aureli Cotta Messal·lí, cònsol l'any 20
- Tit Aureli Fulvus, governador de la Hispània Citerior i cònsol el 85[5]
- Tit Aureli Fulvus, fill de l'anterior i pare d'Antoní Pius[6]
- Antoní Pius (Titus Aurelius Fulvius Boionius Arrius Antoninus), emperador el 138.
- Marc Aureli (per adopció), emperador l'any 161
- Còmmode (Marcus Aurelius Commodus Antoninus), emperador l'any 180
- Luci Aureli Gal, cònsol el 198
- Sext Aureli Víctor, historiador del segle iv

### Altres Aurelis
- Marc Aureli Olimpi Nemesià, poeta del segle III
- Aureli Climent Prudenci, conegut com a Prudenci, poeta del segle IV
- Quint Aureli Simmac, orador del segle IV
- Macrobi (Macrobius o Ambrosius Aurelius Theodosius Macrobius) gramàtic del segles IV i V